# Rhiannan Iffland
Rhiannan Iffland (Newcastle, 9 de septiembre de 1991) es una deportista australiana que compite en saltos de gran altura.
Ganó cinco medallas de oro en el Campeonato Mundial de Natación entre los años 2017 y 2025. Además, en las Red Bull Cliff Diving World Series obtuvo ocho títulos, entre los años 2016 y 2024.

## Palmarés internacional
| Campeonato Mundial | Campeonato Mundial      | Campeonato Mundial | Campeonato Mundial |
| Año                | Lugar                   | Medalla            | Prueba             |
| ------------------ | ----------------------- | ------------------ | ------------------ |
| 2017               | Budapest (Hungría)      | Medalla de oro     | 20 m               |
| 2019               | Gwangju (Corea del Sur) | Medalla de oro     | 18 m               |
| 2023               | Fukuoka (Japón)         | Medalla de oro     | 20 m               |
| 2024               | Doha (Catar)            | Medalla de oro     | 20 m               |
| 2025               | Singapur (Singapur)     | Medalla de oro     | 20 m               |